# Ōshio (tàu khu trục Nhật)
Ōshio (tiếng Nhật: 大潮 - Hán-Việt: Đại Triều) là một tàu khu trục hạng nhất của Hải quân Đế quốc Nhật Bản thuộc lớp tàu khu trục Asashio bao gồm mười chiếc được chế tạo vào giữa những năm 1930. Ōshio đã tham gia nhiều hoạt động tại Mặt trận Thái Bình Dương trong Chiến tranh Thế giới thứ hai trước khi bị tàu ngầm USS Albacore đánh chìm ngoài khơi Wewak, New Guinea vào ngày 20 tháng 2 năm 1943.

## Thiết kế và chế tạo
Được chấp thuận cho chế tạo trong khuôn khổ Chương trình Bổ sung Vũ khí Hải quân Nhật Bản thứ hai (Maru-2), những chiếc trong lớp tàu khu trục Asahio có kích thước lớn hơn và nhiều khả năng hơn so với lớp tàu khu trục Shiratsuyu dẫn trước, vì các nhà thiết kế hải quân Nhật Bản không còn bị gò bó trong những giới hạn của Hiệp ước Hải quân London. Những con tàu có kích cỡ tương đương tàu tuần dương hạng nhẹ này được thiết kế để tận dụng ưu thế dẫn đầu của Nhật Bản trong kỹ thuật ngư lôi, để tháp tùng lực lượng tấn công chủ lực của Hạm đội Nhật cũng như để tấn công cả ngày lẫn đêm nhắm vào Hải quân Hoa Kỳ, khi họ băng ngang Thái Bình Dương theo giả định của lý thuyết chiến lược Nhật Bản. Cho dù là một trong những lớp tàu khu trục mạnh mẽ nhất thế giới vào lúc hoàn tất, không có chiếc nào sống sót qua cuộc Chiến tranh Thái Bình Dương.
Ōshio được đặt lườn tại Xưởng hải quân Maizuru vào ngày 5 tháng 8 năm 1936, được hạ thủy vào ngày 19 tháng 4 năm 1937 và đưa ra hoạt động vào ngày 31 tháng 10 năm 1937.

## Lịch sử hoạt động
Vào lúc xảy ra cuộc tấn công Trân Châu Cảng, Ōshio được phân về Hải đội Khu trục 8, và là một thành viên của Phân Hạm đội Khu trục 2, hộ tống thành phần chủ lực của Lực lượng Viễn chinh Phương Nam dưới quyền Đô đốc Nobutake Kondō rời Quân khu Bảo vệ Mako để hỗ trợ từ xa cho các lực lượng đổ bộ lên Malaya và Philippines vào tháng 12 năm 1941. Ōshio hộ tống một đoàn tàu vận tải chuyển binh lính từ Mako về phía Singora thuộc Malaya, rồi quay về Hồng Kông vào ngày 5 tháng 1 năm 1942. Nó hộ tống một đoàn tàu chuyển binh lính khác đến Davao, rồi tham gia lực lượng chiếm đóng Ambon ngày 31 tháng 1, Makassar vào ngày 8 tháng 2 và Bali/Lombok vào ngày 18 tháng 2.
Trong đêm 19 tháng 2 năm 1942, Ōshio tham gia Trận chiến eo biển Badoeng. Nó đang hộ tống chiếc tàu vận tải Sasago Maru ngoài khơi Bali khi một lực lượng hạm đội Đồng Minh tấn công; và nó được ghi nhận đã giúp vào việc đánh chìm tàu khu trục Hà Lan HNLMS Piet Hein bằng một quả ngư lôi, cùng bắn pháo trúng đích vào tàu tuần dương hạng nhẹ Hà Lan HNLMS Tromp và tàu khu trục Mỹ Stewart. Ōshio chịu đựng hư hại nhẹ cùng bảy người thiệt mạng.
Sau khi được sửa chữa khẩn cấp tại Makassar, Ōshio quay trở về Yokosuka Naval Arsenal vào đầu tháng 3 để sửa chữa, vốn léo dài đến tận cuối năm. Vào đầu tháng 1 năm 1943, Ōshio được gửi từ Maizuru đến đảo Shortland, và đã tham gia ba chuyến đi triệt thoái binh lính Nhật Bản còn sống sót khỏi Guadalcanal vào đầu tháng 2. Vào ngày 20 tháng 2, cùng với tàu khu trục chị em Arashio, nó bị tàu ngầm Mỹ Albacore tấn công ngoài khơi Wewak, New Guinea. Ōshio bị đánh trúng một quả ngư lôi, làm ngập nước phòng động cơ và khiến tám thành viên thủy thủ đoàn thiệt mạng. Arashio tìm cách kéo nó, nhưng lườn tàu bị hư hỏng nặng, và nó chìm cách khoảng 70 hải lý (130 km) về phía Đông Bắc đảo Manus ở tọa độ 00°50′N 146°06′Đ / 0,833°N 146,1°Đ.
Ōshio được rút khỏi danh sách Đăng bạ Hải quân vào ngày 1 tháng 4 năm 1943.